# دانشگاه پزشکی پلون
دانشگاه پزشکی پلون (به لاتین: Medical University Pleven) یک دانشگاه در بلغارستان است که در پلون (بلغارستان) واقع شده‌است.